# Bastioides
Bastioides is een geslacht van hooiwagens uit de familie Sclerosomatidae.
De wetenschappelijke naam Bastioides is voor het eerst geldig gepubliceerd door Mello-Leitão in 1931. 

## Soorten
Bastioides is monotypisch en omvat slechts de volgende soort:
- Bastioides coxopunctata